# Сосницька селищна рада
Со́сницька се́лищна ра́да — адміністративно-територіальна одиниця та орган місцевого самоврядування в Сосницькому районі Чернігівської області. Адміністративний центр — селище міського типу Сосниця.

## Загальні відомості
Сосницька селищна рада утворена у 1919 році.
- Територія ради: 58,79 км²
- Населення ради: 8 255 осіб (станом на 2001 рік)

## Населені пункти
Селищній раді підпорядковані населені пункти:
- смт Сосниця
- с. Ганнівка
- с. Мале Устя

## Склад ради
Рада складається з 30 депутатів та голови.
- Голова ради: Портний Андрій Дмитрович
- Секретар ради: Пастушенко Світлана Михайлівна

### Керівний склад попередніх скликань
| Прізвище, ім'я, по батькові   | Основні відомості                                                        | Дата обрання | Дата звільнення |
| ----------------------------- | ------------------------------------------------------------------------ | ------------ | --------------- |
| Гординський Віктор Михайлович | Селищний голова, 1956 року народження, освіта вища, безпартійний         | 26.03.2006   | 31.10.2010      |
| Гординський Віктор Михайлович | Селищний голова, 1956 року народження, освіта вища, член Партії регіонів | 31.10.2010   | 05.11.2015      |

Примітка: таблиця складена за даними сайту Верховної Ради України

### Депутати
За результатами місцевих виборів 2010 року депутатами ради стали:

#### За суб'єктами висування
| Суб'єкт висування                                       | Кількість обраних депутатів | %    |
| ------------------------------------------------------- | --------------------------- | ---- |
| Партія регіонів                                         | 11                          | 36,7 |
| Самовисування                                           | 10                          | 33,3 |
| Соціалістична партія України                            | 5                           | 16,7 |
| Політична партія «Сильна Україна»                       | 3                           | 10   |
| Політична партія Всеукраїнське об'єднання «Батьківщина» | 1                           | 3,3  |

#### За округами
| № округу                                                | Прізвище, ім'я, по батькові     | Дата визнання обраним | Освіта             | Партійна приналежність                   | Відомості про обраного депутата                                                                  |
| ------------------------------------------------------- | ------------------------------- | --------------------- | ------------------ | ---------------------------------------- | ------------------------------------------------------------------------------------------------ |
| Партія регіонів                                         |                                 |                       |                    |                                          |                                                                                                  |
| 7                                                       | Перфільєва Любов Миколаївна     | 04.11.2010            | вища               | член Партії регіонів                     | Сосницька районна гімназіяім. О. П. Довженка, заступник директора з виховної роботи              |
| 10                                                      | Орєхова Валентина Петрівна      | 04.11.2010            | середня спеціальна | член Партії регіонів                     | Сосницька ЦРЛ, медична сестра терапевтичного відділення                                          |
| 11                                                      | Чепурна Тамара Володимирівна    | 04.11.2010            | вища               | член Партії регіонів                     | Сосницька районна гімназія ім. О. П. Довженка, директор                                          |
| 13                                                      | Шевченко Наталія Василівна      | 04.11.2010            | вища               | член Партії регіонів                     | Сосницька гімназія ім. О. П. Довженка, вчитель                                                   |
| 15                                                      | Козлов Петро Васильович         | 04.11.2010            | вища               | член Партії регіонів                     | приватний підприємець                                                                            |
| 17                                                      | Тишина Ольга Володимирівна      | 04.11.2010            | вища               | член Партії регіонів                     | пенсіонер                                                                                        |
| 18                                                      | Федоренко Галина Дмитрівна      | 04.11.2010            | вища               | член Партії регіонів                     | Сосницька селищна рада, секретар                                                                 |
| 19                                                      | Дубяга Володимир Іванович       | 04.11.2010            | середня спеціальна | позапартійний                            | Сосницька селищна рада, спеціаліст                                                               |
| 23                                                      | Шамрицька Любов Миколаївна      | 04.11.2010            | середня спеціальна | член Партії регіонів                     | Сосницька гімназія ім. О. П. Довженка, вчитель                                                   |
| 25                                                      | Чечин Володимир Леонідович      | 04.11.2010            | вища               | позапартійний                            | Сосницький районний комісаріат, військовий комісар                                               |
| 26                                                      | Литвиненко Валентина Михайлівна | 04.11.2010            | вища               | член Партії регіонів                     | ФСС від нещасних випадків на виробництві та професійних захворювань України, головний спеціаліст |
| Політична партія Всеукраїнське об'єднання «Батьківщина» |                                 |                       |                    |                                          |                                                                                                  |
| 2                                                       | Авраменко Ігор Миколайович      | 04.11.2010            | вища               | позапартійний                            | Сосницька ЦРЛ, інженер з охорони праці                                                           |
| Політична партія «Сильна Україна»                       |                                 |                       |                    |                                          |                                                                                                  |
| 4                                                       | Тищенко Тетяна Євгенівна        | 04.11.2010            | середня спеціальна | позапартійна                             | ЗАТ «Еліта», бухгалтер                                                                           |
| 9                                                       | Дідовець Микола Миколайович     | 04.11.2010            | середня спеціальна | член Політичної партії «Сильна Україна»  | Сосницька дільниця ВАТ «Облтеплокомуненерго», електромонтер                                      |
| 14                                                      | Казанцев Микола Михайлович      | 04.11.2010            | середня спеціальна | член Політичної партії «Сильна Україна»  | приватний підприємець                                                                            |
| Соціалістична партія України                            |                                 |                       |                    |                                          |                                                                                                  |
| 1                                                       | Мельник Тетяна Іванівна         | 04.11.2010            | вища               | позапартійна                             | Сосницька районна гімназія ім. О. П. Довженка, вчитель                                           |
| 6                                                       | Петрушенко Василь Йосипович     | 04.11.2010            | вища               | член Соціалістичної партії України       | пенсіонер                                                                                        |
| 21                                                      | Чубик Микола Васильович         | 04.11.2010            | середня спеціальна | позапартійний                            | пенсіонер                                                                                        |
| 24                                                      | Шевченко Надія Миколаївна       | 04.11.2010            | середня спеціальна | член Соціалістичної партії України       | Сосницька райспоживспілка, бухгалтер                                                             |
| 29                                                      | Коваленко Михайло Павлович      | 04.11.2010            | середня спеціальна | член Соціалістичної партії України       | ПСП Довженко, завідувач МТФ                                                                      |
| Самовисування                                           |                                 |                       |                    |                                          |                                                                                                  |
| 3                                                       | Яланжи Петро Кирилович          | 04.11.2010            | вища               | позапартійний                            | приватний підприємець                                                                            |
| 5                                                       | Нирковський Геннадій Петрович   | 04.11.2010            | середня            | позапартійний                            | приватний підприємець                                                                            |
| 8                                                       | Євченко Олександр Пилипович     | 04.11.2010            | вища               | член Політичної партії «Наша Україна»    | приватний підприємець                                                                            |
| 12                                                      | Корилюк Василь Володимирович    | 04.11.2010            | вища               | позапартійний                            | приватний підприємець                                                                            |
| 16                                                      | Чепіга Максим Олександрович     | 04.11.2010            | вища               | член Політичної партії «Сильна Україна»  | Сосницька РДА, бухгалтервідділу культури і туризму                                               |
| 20                                                      | Шевцов Микола Миколайович       | 14.11.2010            | вища               | член Політичної партії «Наша Україна»    | приватний підприємець                                                                            |
| 22                                                      | Малюга Сергій Андрійович        | 09.01.2011            | вища               | член Української партії «Зелена планета» | РКП «Зодчий» БТІ, директор                                                                       |
| 27                                                      | Макаренко Світлана Михайлівна   | 04.11.2010            | середня спеціальна | позапартійна                             | приватний підприємець                                                                            |
| 28                                                      | Онищенко Віталій Іванович       | 04.11.2010            | середня спеціальна | позапартійний                            | приватний підприємець                                                                            |
| 30                                                      | Уляненко Любов Андріївна        | 04.11.2010            | вища               | позапартійна                             | Сосницький ВПЗ № 5, листоноша                                                                    |